# ركات السفلى (باقران)
ركات السفلى (بالإنجليزية: Rekat-e Sofla)‏ هي مستوطنة تقع في إيران في قسم باقران الريفي. يقدر عدد سكانها بـ 83 نسمة .